# FTSE 350 Index
| FTSE 350 Index | FTSE 350 Index         |
| -------------- | ---------------------- |
|                |                        |
| Stammdaten     |                        |
| Staat          | Vereinigtes Königreich |
| Börse          | London Stock Exchange  |
| ISIN           | GB0071120165           |
| WKN            | nicht bekannt          |
| Symbol         | NMX                    |
| RIC            | .FTLC                  |
| Bloomberg-Code | NMX <INDEX>            |
| Kategorie      | Aktienindex            |
| Typ            | Kursindex              |
| Familie        | FTSE                   |

Der FTSE 350 Index (umgangssprachlich „Footsie“ sprich: Futzi) ist ein britischer Aktienindex, der die 350 größten Aktien umfasst, die an der Börse in London gehandelt werden. Der Index enthält alle Unternehmen, die im FTSE 100 Index und im FTSE 250 Index gelistet sind. Er wird von der FTSE Group ermittelt, die aus einem Joint Venture der Londoner Börse mit der Financial Times hervorging.

## Berechnung
Der FTSE 350 ist ein Kursindex und repräsentiert 90 Prozent der Marktkapitalisierung der London Stock Exchange (LSE). Er enthält die 100 größten britischen Unternehmen, gelistet im FTSE 100 Index, und die 250 größten britischen Unternehmen mittlerer Größe (Mid Caps), notiert im FTSE 250 Index. Der Indexstand des FTSE 350 wird ausschließlich auf Grund der Aktienkurse ermittelt und nur um Erträge aus Bezugsrechten und Sonderzahlungen bereinigt. Dividendenzahlungen gehen nicht in die Berechnung des Index ein. Kapitalmaßnahmen wie Aktiensplits haben keinen (verzerrenden) Einfluss auf den Index.
Die Berechnung wird während der LSE-Handelszeit von 8:00 bis 16:30 Ortszeit (9:00 bis 17:30 MEZ) in Echtzeit aktualisiert und jede Minute veröffentlicht. Das Anlageuniversum beinhaltet alle Unternehmen mit Hauptsitz in Großbritannien, die an der Londoner Börse gelistet sind. Zur Erstellung einer Auswahlliste werden die Unternehmen des Anlageuniversums nach der Marktkapitalisierung von Rang 350 bis Rang eins absteigend geordnet. Die Zusammensetzung des FTSE 350 wird vierteljährlich jeweils im März, Juni, September und Dezember überprüft. Basiswert war der Schlusskurs des FTSE All-Share Index von 682,94 Punkten am 31. Dezember 1985.

## Weitere FTSE-Indizes
- FTSE 100 Index
- FTSE 250 Index
- FTSE/Athex 20
- FTSE MIB